# 豊浜トンネル (渡島・檜山)
豊浜トンネル（とよはまトンネル）は、北海道渡島管内の八雲町熊石と檜山管内の乙部町とを結ぶトンネル。国道229号（国道276号・国道277号重複）の一部である。

## 歴史
1962年に発生した豊浜山津波（後述）を機に、狭隘な罹災現場のルートを避けて山側にトンネルを掘削し、1973年に開通した。全長1,270m。

## 豊浜山津波
1962年10月17日、爾志郡乙部町豊浜において約600mにわたり土石流が発生。国道走行中の大成村発・江差行きの函館バスの路線バスが4～5m下の海岸まで押し出され11名が死亡、3名が行方不明、14名が重軽傷を負った。この事から、乙部町豊浜には豊浜トンネル山津波慰霊碑が建立されている。